# 朱图尔纳
朱图尔纳（英語：Juturna）。古罗马女性神祇之一。由于其与其他古罗马神祇之间的复杂而微妙地关系和特性而常为古罗马的宗庙与其他的艺术作品中有所反映，影响深远。

## 扩展阅读
- Virgil, His Life and Times by Peter Levi (Duckworth, 1998) p. 219.